# Задобричье
Задобричье (бел. Задабрычча) — деревня в Червенском районе Минской области Беларуси. Входит в состав Ляденского сельсовета.

## Географическое положение
Расположена в 24 километрах к юго-востоку от Червеня, в 86 км от Минска, в 12 км от железнодорожной станции Гродянка на линии Гродянка—Верейцы, на правом берегу реки Добрица.

## История
Впервые упоминается в конце XV века в юридических актах 1499 года как поселение Задобричь в составе Свислочской волости Великого княжества Литовского. В результате реформы налогообложения 1560 года на 27 деревенских дворов было отмеряно 6 с половиной служб пашни. На протяжении XVII—XVIII веков деревня входила в состав имения Ганута, являвшегося собственностью сначала Завишей, затем — Халецких. На 1763 год здесь было 14 дворов, работала корчма. В результате II раздела Речи Посполитой 1793 года деревня вошла в состав Российской империи. На 1800 год она принадлежала К. Завише и входила в состав Игуменского уезда Минской губернии, тогда здесь было 19 дворов, жили 188 человек, работали деревянная униатская часовня, водяная мельница, железоплавильный завод. На 1845 год относилась к имению Богушевичи, принадлежавшему Ч. Свенторжецкому. Согласно переписи населения Российской империи 1897 года входила в состав Якшицкой волости, здесь было 26 дворов, проживали 162 человека. В начале XX века насчитывалось 42 двора и 190 жителей. На 1917 год в деревне 36 дворов, 205 жителей. С февраля по декабрь 1918 года она была оккупирована немцами, с августа 1919 по июль 1920 — поляками. 20 августа 1924 года вошла в состав вновь образованного Старо-Ляденского сельсовета Червенского района Минского округа (с 20 февраля 1938 — Минской области). Согласно переписи населения СССР 1926 года насчитывалось 30 дворов, проживали 170 человек. В 1930 году в деревне был организован колхоз «Луч Октября», на 1932 год в его состав входили 16 крестьянских дворов. Во время Великой Отечественной войны деревня была оккупирована немецко-фашистскими захватчиками в июле 1941 года, 10 её жителей погибли на фронтах. Освобождена 1 июля 1944 года. На 1960 год население деревни составило 131 человек. В 1980-е годы деревня относилась к совхозу «Ляды». На 1997 год здесь было 16 домов и 31 житель. На 2013 год 8 круглогодично жилых домов, 15 постоянных жителей. На 2024 год 4 постоянных жителя.

## Население
- 1560 — 27 дворов
- 1763 — 14 дворов
- 1800 — 19 дворов, 188 жителей
- 1897 — 26 дворов, 162 жителя
- начало XX века — 42 двора, 190 жителей
- 1917 — 36 дворов, 205 жителей
- 1926 — 30 дворов, 170 жителей
- 1960 — 131 житель
- 1997 — 16 дворов, 31 житель
- 2013 — 8 дворов, 15 жителей
- 2024 — 4 жителя

## Известные уроженцы
- Киклевич, Александр Константинович — белорусский лингвист.